# MOS Technology 6510

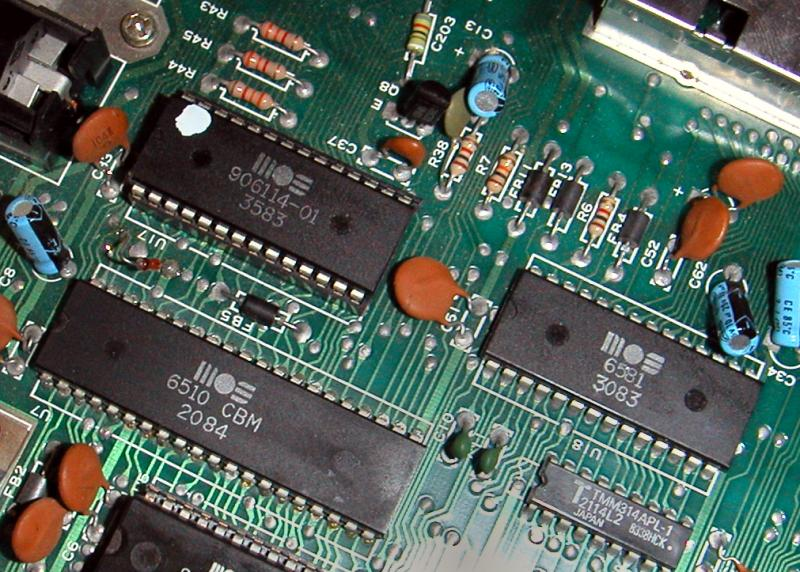
Płyta główna C64 - z widocznym mikroprocesorem MOS 6510

MOS Technology 6510 – procesor firmy MOS Technology, użyty w komputerze Commodore 64. Jedna z odmian modelu MOS 6502.  Od MOS6502 różnił się dodaniem portu I/O, którego sześć bitów było wyprowadzonych na zewnątrz CPU i możliwością przejścia linii adresowych w stan wysokiej impedancji. Jego następcą był model 8502 zastosowany w linii komputerów Commodore 128.

## Warianty
W 1985 roku firma MOS wydała procesor 8500. Oprócz zmiany technologii produkcji na HMOS, funkcjonalnie procesor był identyczny jak wersja 6510 (technologia NMOS). Procesor 8500 został zaprojektowany z przeznaczeniem dla komputerów C64 oraz C64C.
Procesory 7501 oraz 8501 były używane w komputerach Commodore 16, Commodore 116 and Commodore Plus/4. Charakteryzowały się większą częstotliwością pracy (1,76 MHz)